# Curva de acumulação de espécies
Em ecologia, a curva de acumulação de espécies é um gráfico que registra o número cumulativo de espécies de organismos detectados em um ambiente específico como uma função do esforço cumulativo gasto na busca (medido em unidades de esforço). Está relacionada, mas não é idêntica à curva espécie-área.
A  curva de acumulação de espécies é necessariamente crescente e normalmente negativamente acelerada, isto é, a sua taxa de crescimento diminui com o aumento do esforço. Traçando a curva é possível estimar o número de espécies que serão descobertas com mais esforço. Isso é feito ajustando algum tipo de forma funcional da curva, seja visualmente ou através da utilização de técnicas de regressão não-linear. As formas usadas normalmente incluem a função logarítmica e a função exponencial negativa. A vantagem desta função negativa é que ela tende a uma assíntota, que é igual ao número de espécies que seriam descobertas se um esforço infinito fosse utilizado. No entanto, algumas abordagens teóricas implicam que a curva logarítmica pode ser mais apropriada,
o que implica que, embora a descoberta de espécies irá diminuir com o aumento do esforço, ele nunca vai cessar inteiramente. Portanto, não há assíntota, e se um esforço infinito esforço fosse executado, um número infinito  de espécies poderia ser descoberto.
A primeira investigação teórica  do processo de acumulação de espécies foi apresentada em um artigo clássico por  Fisher, Corbet e Williams (1943), baseado em uma grande coleção de borboletas da Malásia. O trabalho teórico em estatística sobre o problema continua. Veja, por exemplo, o artigo de Chao e Shen (2004). A teoria está ligada à da lei de Zipf .
A mesma abordagem é usada em muitos outros campos. Por exemplo, na etologia, ela pode ser aplicada para o número de distintos padrões fixos de ação que serão descobertos como uma função do esforço cumulativo no estudo do comportamento de uma espécie animal. Em genética molecular a curva  está sendo aplicada para o número de diferentes genes que são descobertos. Em estudos literários, ela pode ser usada para estimar vocabulário total de um escritor de determinada amostra de suas obras publicadas (veja Efron & Thisted 1976).